# Yves Chauvin
Yves Chauvin (Menen, Bélgica, 10 de octubre de 1930 - 27 de enero de 2015) fue un químico francés galardonado con el Premio Nobel de Química del año 2005.

## Biografía
De pequeño se trasladó con sus padres, de nacionalidad francesa, a la ciudad de Tours. Estudió química en la Escuela Superior de Química, Física y Electrónica de Lyon, donde se graduó en 1954.
En 1960, se unió al Instituto Francés del Petróleo como ingeniero investigador en termodinámica y cinética aplicada. Condujo la unidad de catálisis homogénea antes de convertirse en director de la investigación.
En 2006, Chauvin fue director honorario de investigaciones en el Instituto Francés del Petróleo en Rueil-Malmaison, cerca de París, y miembro de la Academia de Ciencias Francesa.
Falleció el 28 de enero de 2015 a los 84 años de edad.

## Investigaciones científicas
Autor de muchas publicaciones en el campo de la síntesis orgánica, especialmente en metátesis, la oligomerización y la polimerización, compartió en 2005 el Premio Nobel de Química con Richard R. Schrock y Robert H. Grubbs por su trabajo a principios de los años 1970 sobre el desarrollo del método de metátesis olefínica en síntesis orgánica sobre los alquenos.

## Obra

### Algunas publicaciones
- A. Martinato, Y. Chauvin und G. Lefebvre: Kinetic aspects of the „period of adjustment“ during polymerization (of propylene) with titanium trichloride-triethylaluminium. In: Compt. Rend v. 258, N.º 17, 1964, p. 4271–4273.

- M. Uchino, Y. Chauvin und G. Lefebvre: Dimerization of propylene by nickel complexes. In: Compt. Rend. C v. 265, N.º 2, 1967, p. 103–106.

- J. L. Herisson und Y. Chauvin: Catalysis of olefin transformations by tungsten complexes. II. Telomerization of cyclic olefins in the presence of acyclic olefins. In: Die Makromolekulare Chemie v. 141, 1971, p. 161–176 (este artículo se cita ocasionalmente como el año de publicación de 1970 debido a un error tipográfico en la publicación original.)

- Y. Chauvin, B. Gilbert und I. Guibard: Catalytic dimerization of alkenes by nickel complexes in organochloroaluminate molten salts. In: Chem. Comm. v. 23, 1990, p. 1715–1716.

- L. Magna, G. P. Niccolai, Y. Chauvin und J.-M. Basset: The importance of imidazolium substituents in the use of imidazolium based room temperature ionic liquids as solvents for palladium catalyzed telomerization of butadiene with methanol. In: Organometallics v. 22, N.º 22, 2003, p. 4418–4425.